# Exochus spurcus
Exochus spurcus är en stekelart som beskrevs av Kanetosi Kusigemati 1984. 
Exochus spurcus ingår i släktet Exochus och familjen brokparasitsteklar. Inga underarter finns listade i Catalogue of Life.